# Constantine Finehouse
Constantine Finehouse (* in St. Petersburg) ist ein US-amerikanischer klassischer Pianist.

## Leben
Constantine Finehouse wurde in St. Petersburg, Russland, geboren und zog später in die Vereinigten Staaten. Er begann seine musikalische Ausbildung am New England Conservatory in Boston, wo er bei Fred Hersch studierte. Später setzte er seine Studien an der Juilliard School bei Jerome Lowenthal und an der Yale School of Music bei Boris Berman fort. Sein Repertoire umfasst Werke aus der klassischen und zeitgenössischen Musik, und er hat mehrere Uraufführungen gespielt.
Finehouse hat sowohl als Solist als auch in Zusammenarbeit mit anderen Musikern in den Vereinigten Staaten und international umfangreich aufgetreten. Sein Repertoire reicht von klassischen bis zu zeitgenössischen Werken, und er hat Kompositionen von mehreren lebenden Komponisten uraufgeführt. Neben seiner Karriere als Konzertpianist widmet sich Constantine Finehouse der Musikpädagogik und hat an verschiedenen Institutionen unterrichtet, darunter die New England Conservatory Preparatory School und die Walnut Hill School for the Arts.

## Diskografie
- Bolcom: Music for Solo Piano. Naxos
- Bolcom: Trio for Horn, Violin and Piano – Suite No. 2 for Solo Violin. Naxos
- 2017: William Bolcom. Klavierwerke. Naxos
- 2021: Daniel Kurganov & Constantine Finehouse – Rhythm & The Borrowed Past. Orchid
- 2021: William Bolcom: Trio für Horn, Violine & Klavier. Naxos

| Personendaten    | Personendaten          |
| ---------------- | ---------------------- |
| NAME             | Finehouse, Constantine |
| KURZBESCHREIBUNG | amerikanischer Pianist |
| GEBURTSDATUM     | 20. Jahrhundert        |
| GEBURTSORT       | St. Petersburg         |